# Via Nuova dei Caccini
Via Nuova dei Caccini è una strada del centro storico di Firenze, tra Borgo Pinti e via della Pergola.

## Storia e descrizione
La strada fu aperta in un periodo imprecisato tra XVII e XVIII secolo sulle proprietà dei Caccini, a lato del loro palazzo e giardino. A parte un fianco del medesimo palazzo, la via ha alcune memorie storiche, come un lapidino dei Gesuiti (n. 16) o un portale ad arco con stemmi (n. 21 rosso).
Si distingue soprattutto per la presenza di un grande condominio moderno (numeri civici 7-21), l'unico di questa zona del centro. Costruito dall'architetto Rolando Pagnini, fu realizzata nei primi anni settanta del Novecento, nonostante i tentativi di opporsi al progetto da parte di "Italia Nostra" con la momentanea chiusura del cantiere a partire dal luglio 1971.